# 제임스 롱스트리트
제임스 롱스트리트(James Longstreet, 1821년 1월 8일~1904년 1월 2일)는 미합중국 남북전쟁에서 남군의 걸출한 장군 중 한 명이며, 로버트 리의 오른팔이자 북버지니아군의 핵심 지휘관으로 참전한 미국의 군인이다. 리는 롱스트리트를 가리켜 "늙은 군마"라고 불렀다. 롱스트리트는 리의 휘하에서 동부전선 북버지니아군 1군단을 이끌고 많은 이름높은 전투에 참가했고, 또 서부전선에서는 테네시군에서 브락스톤 브라지(Braxton Bragg)장군과 함께 싸웠다. 전기작가이자 역사가인 제프리 D 웰트(Jeffry D. Wert)는 “롱스트리트는 북버지니아군에서 가장 뛰어난 군단지휘관이었다. 사실 그는 의심할 수 없는 양군 전투에서 가장 우수한 군단지휘관이었다.”라고 책에 썼다.
롱스트리트의 군사적 재능으로 인해 제2차 불런 전투, 프레데릭버그 전투 및 체카마우가 전투에서 공격에서나 방어에서도 남군의 승리에 의미있는 공헌을 해냈다. 또한 7일 전투, 앤티텀 전투, 중상을 당할 정도였던 와일더넨스 전투에서도 눈부신 전과를 올렸다. 테네시 주(州) 녹스빌에서 거의 절반은 방심한 상태의 지휘를 할 때는 남군에 있어 뼈아픈 패배를 입기도 했다. 롱스트리트가 전투시 벌인 행동 중에 논란이 많았던 것은 게티스버그 전투때 리장군이 채택한 전술에 동의하지 않고, 피켓의 돌격이라 불리는 보병에 의한 비참한 공격을 주저하고 그저 보고만 있었던 것 때문이었다.
롱스트리트는 전쟁 후 외교관, 공무원 및 행정관으로서 미합중국 정부를 위해 일했다. 그러나 공화당에서 자리를 바꿔 옛 친구였던 율리시스 그랜트에게 협력한 일과 또한 전투때 리장군의 행동에 대해서 비판한 말을 책에 쓴 일로 인해 많은 남군의 동료 다수로부터 배신자란 비난을 받았다. 남군의 패배 원인에 대해서 쓴 책에서 사람들은 게티스버그에서 롱스트리트의 행동이 남군이 전쟁에 지게 된 원인이라고 강조했다. 롱스트리트는 남부에서 평판이 1세기 이상이나 나빴으나, 겨우 최근에 들어 재평가가 이루어지기 시작했다.

## 어린 시절
롱스트리트는 사우스캐롤라이나주 에지필드 카운티에서 태어났다. 양친인 제임스 롱스트리트와 메리 안 롱스트리트사이에서 5명의 아이들 중 3남으로 태어났다. 부친은 뉴저지주, 모친은 메릴랜드주 출신이며, 조지아주 북동부에 있는 게인즈빌 근처에 면화플렌테이션을 소유하고 있었다. 선조는 1657년 네덜란드 식민지의 뉴네덜란드에 이주한 Dirck Stoffels Langestraet였으나, 세대가 이주하면서 함께 성씨를 영어로 읽으면서 변했다. 부친 제임스는 농장집 플렌테이션에 아들 임스의 [ ]의 특징에 주목해 그의 별명을 피터(성 베드로)라고 붙였고, 그 후 인생에서도 피터 혹은 올드 피터라고 불리게 된다.
부친 제임스는 아들에게 군대경험을 쌓게 하려고 하나, 농장에서 받는 교육은 적당하지 않다는 것을 느꼈다. 아들 제임스는 9살 때 오거스터의 숙부에게 보내졌다. 숙부 오거스터 볼드빈 롱스트리트(Augustus Baldwin Longstreet)는 신문편집자, 교육자이며 메조시스트 목사이기도 했다. 제임스 롱스트리트는 오거스터 교외에 있는 숙부의 플렌테이션, 웨스트 오버에서 8년간을 보내며, 리치먼드군부문학교에 다녔다. 아버지 제임스는 1833년 오거스터를 방문했을 때 콜레라로 죽었다. 모친등 가족들은 앨라배마주 서머빌로 이주했으나, 아들 제임스는 숙부 오거스터 곁에 머물렀다.
1837년 오거스터스는 롱스트리트를 합중국 육군사관학교에 보냈으나 하원선거구에는 ---- 1년후 1838년 모친 메리가 살던 앨라배마 주의 제1선거구를 대표하던 친척 뤼벤 처먼의 도움으로 입학할 수 있게 되었다. 롱스트리트는 웨스트포인트에서 학업성적이 나쁘고 규율도 문제가 있었어 1842년 졸얼할 때 56명의 사관후보생들 중 순위는 54번째였다. 그러나 동급생중에는 인기가 있어, 조지 헨리 토마스(George Henry Thomas), 윌리엄 S. 롱즈크랑스( William S. Rosecrans), 존 포프(John Pope), D.H. 힐(D.H. Hill), 라페예트 맥로스(Lafayette McLaws), 조지 피켓(George Pickett), 존 벨 후드(John Bell "Sam" Hood) 등 남북전쟁에서 이름을 떨쳤던 많은 사람들과 친교를 맺었다. 1학년 아래 학년에는 율리시즈 그란트와도 친구가 되었다. 롱스트리트는 미국 육군 제4보병사단의 명예소위로 지명되었다.
롱스트리트는 처음 2년간을 미주리주 제퍼슨-바라크스(Jefferson Barracks)에서 임무를 보냈고, 이곳에 후에 친구 그란트 중위가 들어왔다. 롱스트리트는 그란트의 먼 친척 줄리아 덴트를 소개받고, 이 두 사람은 훗날 결혼하게 되었다. 그 소개 직후 롱스트리트는 마리아 루이자 가란드(Maria Louisa Garland)와 만나게 되었다. 마리아는 롱스트리트의 소속 연대지휘관 존 가란트 중령의 딸이었다. 롱스트리트와 마리아는 미국-멕시코 전쟁 후 1848년에 결혼했다. 2사람의 결혼생활은 40년간 지속되었고, 10명의 아이들도 얻었으나, 롱스트리트의 비망록에는 마리아의 일은 한가지도 써있지 않았고, 두사람의 관계에 관한 일화는 2번째 아내가 책에 쓰면서 알려지게 되었다.

## 미국-멕시코 전쟁
롱스트리트는 미국-멕시코 전쟁에서 제8보병사단에 속해 공적을 세웠다. 콘드레라스 전투와 체르부스코 전투에서 대위로 명예승진을 이뤘고, 모리노 델 리 전투에서 소령이 되었다. 1847년 9월 12일 챠플테벡 전투에서 연대깃발을 들고 언덕을 달려 올라가 공격할 때 큰 넓적다리에 상처를 입었다. 롱스트리트는 떨어뜨린 연대깃발을 친구 피켓중위에게 넘겨주었고, 피켓은 단숨에 언덕정상까지 도달하였다.
전후, 상처를 치료한 후 롱스트리트와 새로운 아내는 텍사스주 변경에서 임무를 보내게 되었고, 처음은 부리스 요새가 근무지가 되었다. 여기서 정찰임무를 보내고, 1858년 7월부터는 제8보병사단의 소령과 급여지불 담당자를 맡았다.
롱스트리트는 미합중국에서 탈퇴하는 것에 대해 열렬히 지지하지 않았으나, 숙부 오거스터스로부터 이전부터 주(州)의 권한의 원칙에 대해서 공부했기에 숙부의 그 문제에 관한 집착에 대해서 오래전부터 지켜 보았다. 롱스트리트는 사우스캐롤라이나 주에서 태어나 조지아 주에서 성장했으나, 웨스트포인트에 들어가게 한 모친이 사는 앨라배마 주에 대해서 봉사를 신청했다. 거기에 앨라배마 주에서 웨스트포인트를 졸업한 자들 중에서 가장 연장자이기에 주군(州軍)중에는 상응하는 계급을 받을 가능성도 있었다. 1861년 6월 미육군을 제대하고 남북전쟁에서 남군에 투신하게 되었다.

## 남북전쟁

### 제1차 불런 전투 및 반도작전
롱스트리트는 남군의 중령으로 버지니아주 리치먼드에 도착했다. 1861년 6월 22일 남부동맹 대통령 제퍼슨 데이비스와 저택에서 회견하고 6월 17일부로 준장으로 임명된 것을 알게 되어, 25일 임명서를 받았다. 롱스트리트는 매너서스에서 피에르 보우리가드준장에게 보고하는 임무를 맡아, 이곳에 도착하는 동시에 버지니아 3개연대(1, 11, 17연대)로 이루어진 여단의 지휘를 맡게 되었다.
롱스트리트는 부하들을 모아 끊임없이 여단을 훈련시켰다. 이 여단은 7월 18일 블랙번즈포드 전투에서 북군의 위력 정찰부대와 첫 전투를 벌였고, 이것이 제1차 불런 전투로 번지게 되었다. 7월 21일 주력의 공격이 전열의 반대쪽까지 도달할 때까지 롱스트리트의 여단은 9시간 동안 대포의 공격을 견디면서 붙잡아 두는 비교적 작은 역할을 훌륭히 해내었다. 롱스트리트는 아군의 지휘관들이 패주하는 북군을 활발하게 추격하지 않은 것에 불만을 품었다. 롱스트리트가 신뢰하는 부관 몽크스리 소레빌(Moxley Sorrel)은 롱스트리트가 [매우 화를 냈다. 모자를 벗어 땅에 내팽겨치면서 발로 밟고 더러운 욕을 퍼부었다]라고 기록했다. 소레빌은 롱스트리트가 [지옥에나 떨어져라! 북군을 밀가루처럼 분쇄해서 날려버려야지]라고 말했다고 한다. 롱스트리트는 10월 7일 소장으로 승진하여 남군 포토맥군 제1사단(햄톤 군단(Hampton's Legion)의 4개 보병여단)의 지휘를 맡게 되었다.
1862년 1월 롱스트리트 집안에 비극이 엄습했다. 리치몬드에서 유행한 선홍열로 인해 1살된 딸 메어리, 4살된 아들 제임스, 6살된 아들 오거스터를 1주일 동안에 차례로 잃었다. 13살 아들 갈란드도 죽음 직전까지 갔었다. 롱스트리트는 이 비극에 크게 낙담하고 개인적으로나 사회적으로 받아들일 만한 사안이었다. 1861년 롱스트리트의 본부는 파티와 음주 및 포커로 밤새 보냈다. 장례식에서 돌아온 롱스트리트는 사교활동을 줄이고 거의 술을 마시지 않는 경건한 성공회 신도가 되었다.
그해 봄 반도 작전에서 복잡한 임무를 맡게 되었다. 요크타운 전투와 윌리엄버그 전투에서 후위를 지휘하여 조지 맥클라랜소장이 지휘하는 북군이 리치먼드로 진군하는 속도를 늦추었다. 세븐파인즈 전투에서 롱스트리트군이 다른 길을 다른 방향으로 전진했기에 아군부대의 혼란을 일으킨 원인을 만들어 맥클라랜군에 대한 역습효과를 희박하게 만들었다. 롱스트리트의 보고서는 이 재난의 원인에 대해 동료인 벤자민 후커를 부당하게 질책했다. 조셉 존스턴장군이 이 작전중에 부상당해 북버지니아군의 지휘관은 로버트 E. 리 장군으로 교체되었다.
6월 하순에 벌어진 7일 전투 동안 롱스트리트는 리의 군대중 약 절반에 가까운 15개 여단을 지휘하여 맥클라랜군을 반도의 끝단부까지 몰아붙였다. 그의 지휘는 공격적이여서 특히 게인즈밀 전투와 그렌딜 전투에서 이 새롭고 거대해진 부대의 지휘를 훌륭히 해냈다. 롱스트리트에게 있어 동년배인 리의 군대의 장군들의 공적은 큰 것이 아니었다. 특히 스톤월 잭슨소장은 언제나 기운이 없어서 북군을 격파하는 데까지는 이르지 못했다. 몽크스리 소레빌은 롱스트리트가 전장에서 보인 자신감과 침착성에 대해서 [그는 안정된 바위와도 같아 전장에 있을 때는 세계가 꽃가루처럼 날아다니는 모습을 보인다]라고 기록했다. 리 장군은 [롱스트리트는 나의 오른팔이다]라고 말할 정도로 그는 리의 제일 첫 번째 부지휘관으로서 지위를 쌓게 되었다.

### 제2차 불런 전투, 메릴랜드 전역, 프레데릭스버그 전투
리 장군 휘하의 군단지휘자에 관한 군사적인 평판은 여러 차례 스톤월 잭슨으로 대표되는 대담하고 공격적인 성격이 있는가 하면, 롱스트리트처럼 방어적인 전략과 전술을 채택하여 실행하는 전형적인 지휘관도 있었기에 잭슨을 군대의 해머라고 본다면 롱스트리트는 모루라고 할 수 있었다. 1862년 8월 북버지니아 원정작전에서 이 고정관념이 맞아떨어지지 않았다. 롱스트리트는 전군의 우익을 맡았고(훗날 제1군단이라 불리게 된다), 잭슨이 좌익을 맡았다. 잭슨은 리 장군의 명령으로 작전을 개시하여 롱스트리트의 부대를 북군 존 포프 소장의 버지니아군의 후방에 전진할 때까지 측면을 공격하기로 했으나, 계속하여 방어적인 배치를 채택한 포프군의 공격을 모두 맞아들여야 했다. 8월 28일과 29일 제2차 불런 전투 개시시점에서 포프는 롱스트리트 및 다른 남군부대가 북쪽 전장에 도착할 때까지 잭슨군에 맹공격을 퍼부었다. 이 전투 후 롱스트리트군이 너무 느긋하게 행군하여 잭슨군을 단독으로 2일 동안 적의 공격에 노출시킬 수밖에 없었다고 비난한 자들이 있었으나, 롱스트리트군은 24시간을 약간 넘은 시간 동안 30마일(48 km)을 달려와 리 장군도 이 이상 빠른 군대를 모을 수 없었다.
롱스트리트군이 8월 29일 정오쯤 도착한 시기, 리 장군은 잭슨군에게 주의를 집중한 북군의 측면을 공격할 것을 명령했다. 롱스트리트는 오후 동안 우물쭈물하면서 개인적으로 정찰할 시간을 요구했으나, 이것을 리 장군을 __시켜 이 명령을 3번이나 나오게 만들었다. 오후 6시반까지 존 후드 준장의 사단이 전진하여 북군 제5군단과 맞붙었으나, 롱스트리트는 8시반에 후드군을 후퇴시켰다. 이 일로 다시 한번 롱스트리트는 비판을 당해, 전후 패전원인을 분석하는 사람들은 이런 둔한 행동과 공격을 주저하는 모습 또한 리 장군의 명령에 따르지 않는 것이 1863년 7월 2일 게티스버그 전투에서 일어난 논란이 많았던 행동의 전조라고 주장했다. 리 장군의 전기작가 더글라스 사우스올 프리만은 [게티스버그의 비극의 씨앗은 이때 뿌려졌다. 리 장군이 롱스트리트에게 굴복할 때 롱스트리트는 리가 이 정도밖에 안된다고 생각했을 것이다]라고 기록했다.
이런 비판에도 불구하고, 다음날인 8월 30일은 롱스트리트에게 큰 공적을 세우게 된 날이었다. 포프는 잭슨군이 철수를 시작했다고 믿고 있었기에, 롱스트리트는 이 기회를 틈타 25,000명 이상의 부대로 북군의 좌익에 총공격을 가했다. 4시간 이상에 걸쳐 [거대한 해머와도 같은 맹공격]을 퍼부었던 것이다. 롱스트리트는 활발하게 포병대에게 포격을 지시하고, 난전속에 여단을 투입시켰다. 롱스트리트와 리는 이 총공격 때 협동하여 움직였으나 그런데도 북군의 포격에 괴로웠다. 북군은 격렬하게 방어하며 견뎠지만, 포프의 군은 거의 비슷한 전장이었던 제1차 불런 전투의 처참한 패배 때와 같은 후퇴를 강요받았다. 롱스트리트는 전투승리의 공적을 모두 리 장군에게 있다고 말하면서 이 작전은 [현명함이 빛났다]라고 표현했다. 이것은 전략적인 공격 속에서 방어적인 전술을 구사한 롱스트리트가 이상이라고 생각한 전략형태를 만들어 냈다.
롱스티르트가 방어를 좋아하는 장군이란 평판은 1862년 후반의 2개의 커다란 전투에서 얻은 그의 공적으로 굳혀졌다. 9월의 메릴랜드 전역에서는 앤티텀 전투에서 2배의 병력을 가진 북군에 대해 방어적인 배치를 준비하고 견디었다(롱스트리트는 구두속의 상처때문에 융담용 슬리퍼를 신고, 안장에 앉아 전장의 방어전을 지휘했다). 남북전쟁에서 가장 많은 피를 흘렸던 하루 후에 리 장군은 자신의 부하에게 [아! 이곳에 롱스트리트가 있다. 이곳에 나의 [늙은 군마]가 있다고 그를 말하면 칭찬했다. 앤티텀 전투에서 수주일 후 10월 9일 롱스트리트는 중장으로 승진했다. 리는 롱스트리트의 승진을 잭슨보다 하루 앞당기는 조치를 취해 늙은 군마가 남군에서는 최상위 장군이라는 것을 표시했다. 11월에 이루어진 군대재편에서 롱스트리트가 지휘하는 제1군단은 5개 사단 약 41,000명이 되었다.

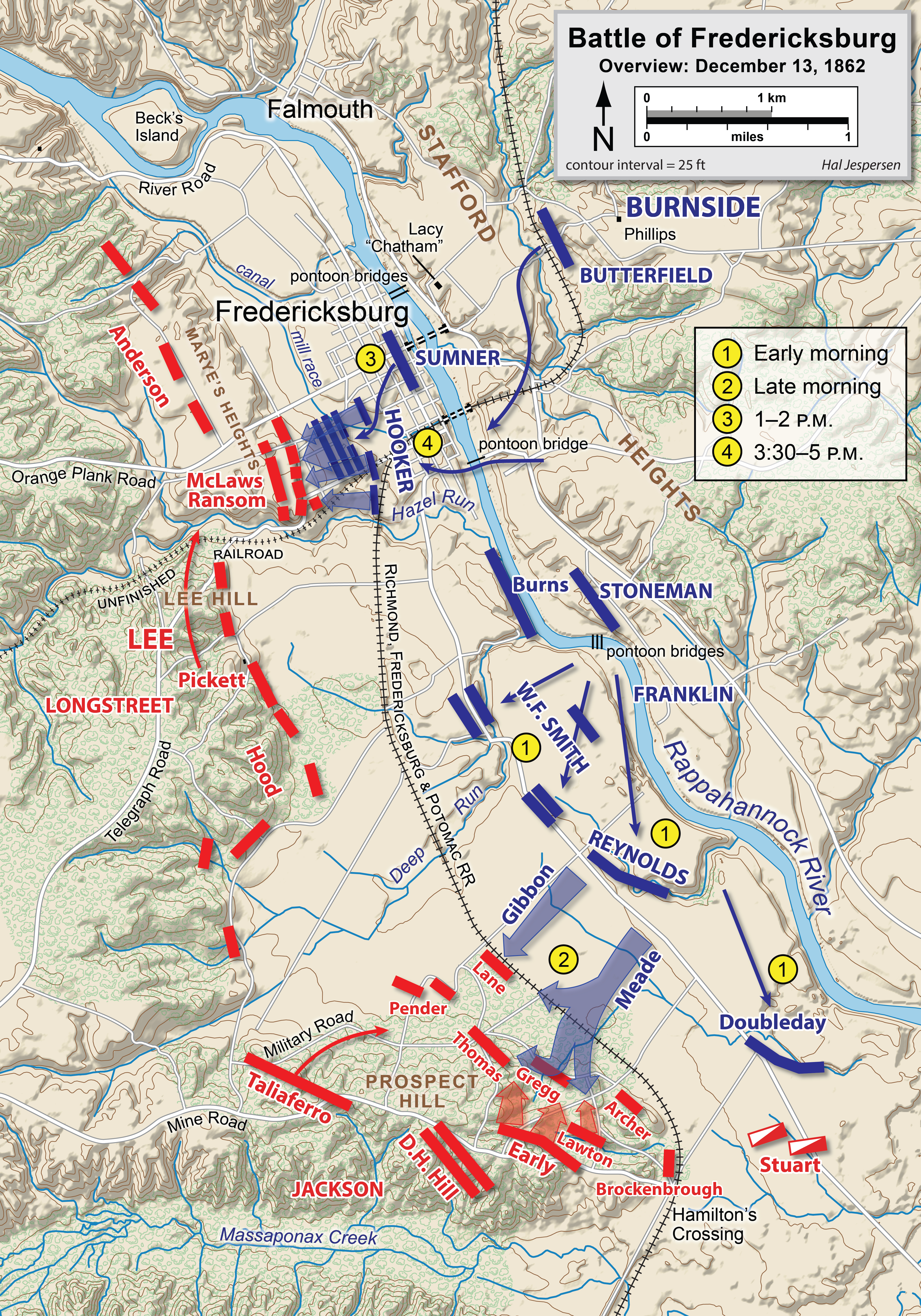
프렉데릭스버그 전투

12월 롱스트리트의 제1군단은 프렉데릭스버그 전투에서 결정적인 역할을 맡았다. 메어리즈하인츠 돌벽뒤에 부대를 배치하고 북군의 공격을 14번이나 물리쳤다. 북군의 손실은 약 1만 명에 달하는 데 비해 롱스트리트의 군은 500명만 잃었을 뿐이었다. 이 방어의 커다란 성공은 지형의 이점을 살린 것에 불과한 것은 아니었다. 앤티텀 전투에서의 손실이 방어공작을 제대로 하지 않은 것 때문에 배가되었던 것을 깨달았기에 이때에는 참호, 가시나무 울타리 및 보루를 만들어 놓았다. 이런 방법은 그 후 북버지니아군에게 방어적인 포진을 준비할 때 선례가 되었다.

### 서포크
1863년 이른봄, 롱스트리트는 리 장군에게 북버지니아군에서 잠시 떠나 블랙스톤 블랙장군이 지휘하는 테네시군의 응원으로 돌려줄 것을 제안했다. 테네시군은 테네시주 중부에서 롱스트리트에게 있어 웨스트포인트 시절의 룸메이트였던 북군의 윌리엄 로즈크란즈 소장의 도전을 받고 있었다. 롱스트리트는 리의 그림자로써 제1군단을 지휘하는 것보다도 서부전선에서 독립된 지휘를 하는 것이 승진에 좋은 기회가 될 것이라고 믿었을 가능성이 있다. 리 장군은 제1군단에서 2개 사단을 파견했으나, 테네시가 아닌 리치몬드로 보냈다. 북군 제9군단에 의한 해안측에서의 진군이 대서양해안 중부의 중요한 항을 잠재적으로 위협했다. 2월 중순쯤 피켓의 사단이 수도를 향해 출발했고, 후드의 사단이 그 뒤를 쫓았다. 롱스트리트는 이 2개 사단과 노스캐롤라이나 및 남부버지니아 전역군을 통괄하는 지휘를 명령받았다.
4월 롱스트리트는 서포크시에서 북군을 포위했다. 이것은 작은 작전이었으나 전란으로 황폐해진 버지니아 중부에 주둔하던 리 장군의 군대에게 있어 매우 중요한 것이었다. 이 작전이 성공한다면 남군은 북군의 지배하에 있던 대량의 물자를 얻을 수 있었다. 그러나 이 작전으로 인해 5월에 벌어진 챈슬러즈빌 전투때 롱스트리트의 제1군단 15,000명이 전장에 배치될 수 없게 되었다. 챈슬러즈빌 전투는 리 장군이 빛나는 승리를 거두는 것으로 끝났으나, 롱스트리트는 서포크에서 부대와 함께 돌아와 리 장군의 군대에 참여하지 않은 것으로 인해 비판이 일어났다.

### 게티스버그

#### 작전계획
첸슬러즈빌에서 잭슨장군의 사망 후 롱스트리트와 리 장군은 5월 중순쯤 회담을 벌여 여름작전에 대해 의론을 나누었다. 롱스트리트는 다시 한번, 그의 전군 혹은 일부를 테네시에 파견할 것을 주장했다. 이 작전의 정당성에 대해서는 북군의 그랜트장군이 남군이 강력하게 수비하던 미시시피강 연안의 도시 빅스버그에 압박을 가하고 있다는 무엇보다도 긴박한 과제였다. 롱스트리트는 블랙장군의 휘하로 원군을 보낸다면 로즈크란즈의 부대를 오하이오주 방면으로 쫓아버리고, 이어서 그랜트의 빅스버그 포위를 깨뜨릴 수 있다고 말했다. 리 장군은 군단의 분할에 반대하고 그 대신 펜실베이니아주를 향한 대규모 공격을 주장했다. 롱스트리트의 비망록에서는 리 장군의 제안에 대한 그의 반응이 다음과 같이 기록되었다.
| “ | 그의 작전과 원망(願望)을 표명하고서 다른 방향에 대한 제안을 하더라도 무익하고 부적절하다. 내가 원하고 바란 것은 작전계획의 방침을 방위적 전술의 한 가지뿐이다. 즉, 나의 국토 속에 그 목적에 적당한 위치에 적에게 공격을 해오게 한다면, 커다란 승리를 확신할 수 있는 것이다. このことについて彼は重要でありその全体計画を補うものとして容易に同意した. | ” |

이 문장은 작전이 벌어진 수년 후에 쓰인 것으로 전투 결과와 전후의 패전원인 비판에 영향을 끼쳤다. 당시 롱스트리트가 쓴 편지에는 이러한 리 장군과의 거래가 쓰여 있지 않았다. 1868년 4월 리 장군은 [이런 약속을 한 적이 없다. 또한 이런 것을 생각한 적도 없다.]라고 말했다. 거기에 리 장군의 전투후 보고서에서는 [우리들의 본거지에서 멀리 떨어진 장소에서 적에게 공격을 하지 않는다면 회전을 벌일 일은 없었다]라고 기록했다.
북버지니아군은 잭슨의 죽음으로 재편되었다. 2명의 사단지휘관 리처드 이웰과 A.P 힐이 중장으로 승진해 제2군단, 제3군단을 지휘하게 되었다. 롱스트리트의 제1군단은 리처드 앤더슨 소장의 사단을 보내고, 라파예트 마크로즈, 조지 피켓 및 존 후드의 사단이 남았다.
이 여름의 원정작전 개시시점에서 롱스트리트의 군단은 셰넌도어 계곡을 통과해 이월군단을 쫓아갔다. 롱스트리트에게 고용된 스파이 헨리 토마스 해리슨이 북군의 포토맥군이 예상보다 빨리 북부로 향한 남군에게 접근중에 있다고 경고했다. 여기서 리 장군은 즉시 전군을 게티스버그 근처로 집결하도록 지시했다.

#### 게티스버그 전투

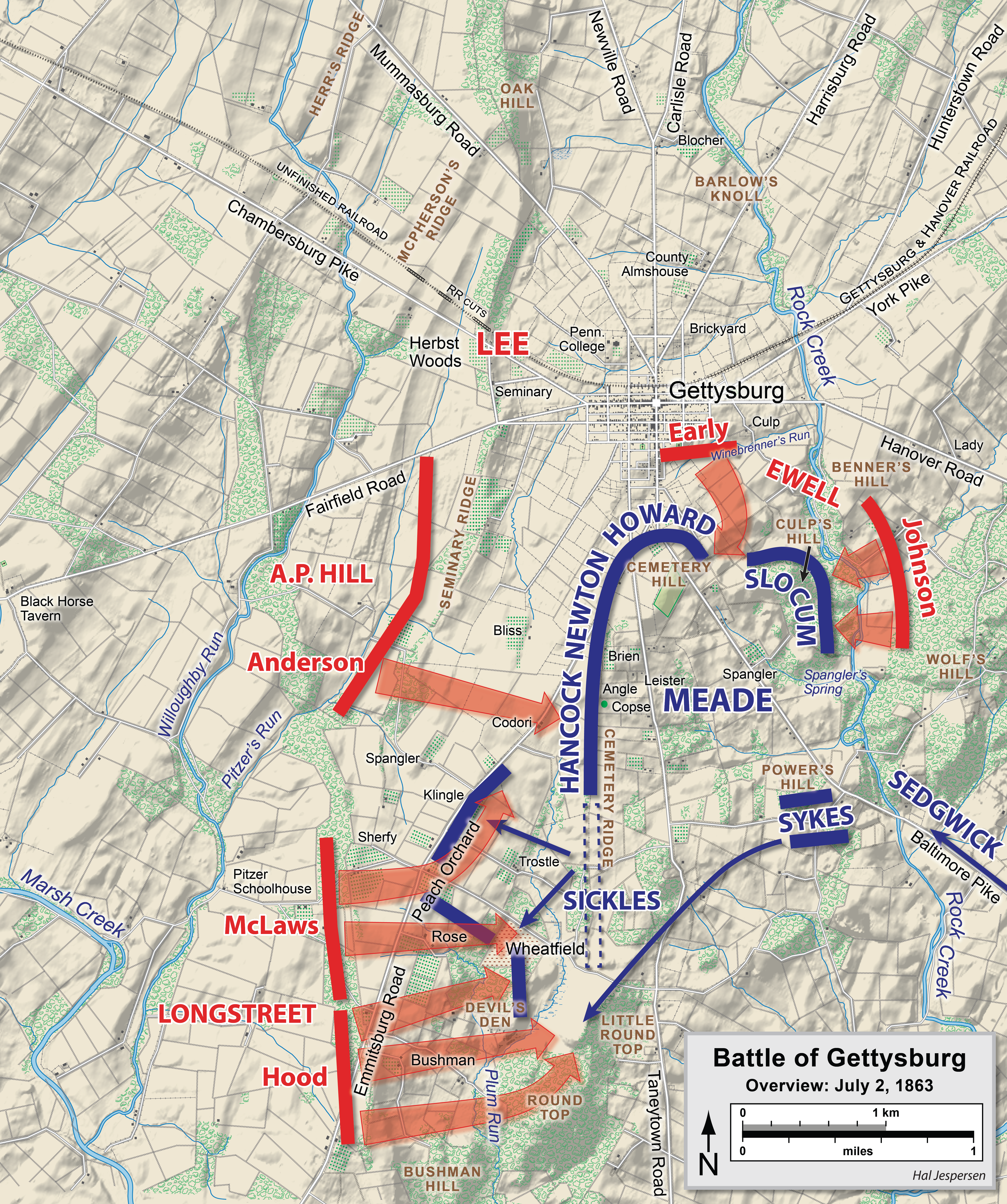
게티스버그 전투2일째

게티스버그 전투에서 롱스트리트의 행동은 1세기 이상에 걸쳐 그를 둘러싼 논쟁의 중심에 있었다. 롱스트리트는 첫날인 7월 1일 오후 늦게 전장에 도착했다. 이때까지 북군 2개군단이 이월과 힐에 의해 도시중심까지 밀려나 세미터리힐에서 방어진을 구축했다. 리 장군은 전군이 집결할 때까지 전투를 벌이지 말라고 했으나, 힐에 의해 시기를 잡았다는 의문이 남는 결단으로 첫날은 인상에 남는 남군의 승리였다. 북군의 방어진이 견고한 것을 걱정한 롱스트리트는 리 장군을 만나 적의 우익에 대해 전략적인 기동을 벌여 [적과 적의 수도(首都)사이에 좋은 지형을 확보하자]는 것으로 북군의 조지 미드 소장에게 남군이 구축한 방어진을 공격하게 만들 수 있다고 주장했다. 그러나 리는 [적이 이곳에서 내일까지 그대로 있다면 공격하지 않으면 안된다]라고 거절했다.
7월 2일 리 장군의 작전은 롱스트리트의 군이 북군의 좌익을 공격하게 하고, 뒤이어 힐의 군에게 중앙에 가까운 세멘터리 리츠를 공격하게 하고, 한편 이월의 군은 북군의 좌익으로 움직이도록 지시했다. 롱스트리트는 확실히 움직이기 시작해 그의 여단의 몇 개가 도착하길 기다리며, 적의 진지에 가까이 다가갔기에 긴거리를 돌아서 가게 되었다. 롱스트리트에 대한 전후의 비판에서는 롱스트리트에 대해 리 장군의 명령은 이른 아침에 공격을 시작하는 것이었고, 이것이 늦어진 것이 전투에서 진 중대한 이유라고 주장했다. 오후 4시경에 공격이 시작되자, 롱스트리트는 마크로즈와 후드에게 공격을 가했으나(피켓의 사단은 도착하지 않았다), 북군의 격렬한 저항에도 우세를 지켰으나, 상당한 피해를 입었기에 거의 성공이라고는 말하지 않았다.
7월 3일 리는 롱스트리트에게 북군의 중앙에 협동하여 총공격을 가할 것을 명령했다. 이것은 피켓의 사단과 힐 군단을 롱스트리트는 성공 가능성이 없다고 생각해 이 명령에 따를 수 없다고 강력하게 강조했다. 리 장군은 다음과 같이 말했다.
| “ | 장군, 난 평생 군인이었소. 2명에서, 분대에서, 중대에서, 연대에서, 사단에 그리고 군대에서 싸웠던 병사와 함께하며, 모두가 병사가 무엇을 원하는지 알고 있소. 이 전투에서 15,000명을 걸은 것도 그 진지는 얻지 않으면 안되는 것이라는 것이 나의 의견이오. | ” |

보병의 공격에 앞서 포병에 의한 일제 포격이 있는 사이에 롱스트리트는 피켓의 사단을 출발시키는 책임을 포병대의 지휘관 에드워드 포터 알렉산더에게 넘길 것을 시도했다. 실제 피켓의 사단이 전진할 때, 롱스트리트는 동의를 표하기만 했을 뿐, 구두로 명령을 내리지 않았다. 피켓의 돌격이라 불리는 이 총공격은 롱스트리트가 예상했던 이상의 피해를 입었다. 이것이 게티스버그에서 남군의 패배가 확실시된 결정적 포인트였고, 리 장군은 다음날 버지니아로 철수하라는 명령을 내렸다.
전후 롱스트리트에 대한 비판은 게티스버그 전투에서 그의 행동에 대한 것뿐만 아니라, 리 장군과 그의 전략에 대한 난폭한 발언에 근거를 두고 있다. 예를 들면 다음과 같은 말이다.
| “ | 리 장군이 흥분해 균형감각을 잃어버린 것은 첫날 오후라는 것이 분명하다. 대량의 피가 흐르는 것을 느끼고 그 기분 속에서 움직이길 계속했다. | ” |

#### 테네시
1863년 8월중순 롱스트리트는 서부전선으로 옮기고 싶은 시도를 재개했다. 남부연방 육군장관인 제임스 세돈에게 사적인 편지를 보내, 옛 친구였던 조세프 존스톤의 위하에서 움직이길 원했다. 거기에 의회의 동조자 루이스 빈폴 상원의원과의 대화에서 이 생각을 밀고 나갔다. 빈폴은 이전부터 롱스트리트를 브락스톤 블랙의 후임이라고 생각하고 있었다. 블랙군은 채타누가의 교외에서 로즈클락크군에게 받는 압력이 나날이 증가하고 있던 상태였다. 리 장군과 데이비스 대통령은 9월 5일 요청에 응했다. 남군에 있어 가장 우수한 병참의 노력에 의해 롱스트리트는 라파에트 마크로즈와 존 후드의 사단, 조지 피켓의 사단에서 1여단 및 포터 알렉산더의 26문 포병대대를 양쪽 캐롤라이나 주를 통해 조지아주 북부에 있던 블랙의 곁으로 16개의 철도를 사용해 775마일(1240 km)을 이동시켰다. 이 행동을 위해 3주 이상을 필요로 했기에 롱스트리트와 그의 군단의 주요부대는 9월 17일에 도착했다.
제1군단의 고참병은 채카마우가 전투의 초기단계에서 합세했다. 블랙은 롱스트리트에게 좌익의 지휘를, 레오니다스 포크 중장에게 우익의 지휘를 맡겼다. 9월 20일 롱스트리트는 적의 좁은 전위에 대해 8개 여단을 긴 종열로 조직해 공격을 가했다. 우연히 로즈클락크에게서 받은 잘못된 명령으로 북군의 전열에 틈새가 발생하자, 롱스트리트군은 이곳을 파고 들어갔다. 공격측에게 유리하게 지형도 적합한 곳이기도해, 순식간에 북군의 전열에 강력한 압력을 가할 수 있었다. 북군의 우익이 붕괴되고 블랙군이 접근해 적군을 격파할 수 있었다. 로즈클락크와 그의 다수 부대가 채타누가 방향으로 철수하는 중에 조지 토마스 소장의 부대만이 완강하게 버텨 총붕괴를 막았다. 블랙도 퇴각하는 북군을 강력하게 추격하지 않았다. 그럼에도 불구하고, 체카마우가는 서부전선에 있어 남군 최대의 승리였고, 롱스트리트는 그 공적을 평가받았다.
롱스트리트는 얼마안가 악평이 있던 블랙과 충돌하고, 블랙을 경질하려고 움직이는 군의 고참지휘관들의 지휘자가 되었다. 블랙의 부하들은 이전부터 그 지도력 및 깐깐한 성격에 불만을 품고 있었다. 고참 중장이었던 롱스트리트가 도착했기에 행동을 일으키기엔 절호의 찬스였다. 롱스트리트는 세톤에게 당당하게 편지를 썼다.
| “ | 지금 지휘관이 있는 한 신의 손 이외의 어떤 자들도 우리들을 구하거나 도울 수 없을 거라는 것을 확신한다. | ” |

상황은 심각한 것이기에, 데이비스 대통령은 바로 중개에 나서지 않으면 안 되었다. 다음에 일어난 것은 이 전쟁 중에도 가장 이채로운 장면으로, 블랙은 상관에게 질책당해 얼굴을 붉힌 채 앉아 있었다. 롱스트리트는 블랙에게 [1군을 지휘하는 능력도 없고, 어떤 병사를 전투로 향하게 하는 힘도 없다]라고 말하고, 블랙은 [무슨말을 하는지 알 수 없다]라고 말했다. 데이비스 대통령은 블랙을 지지하였지만, 이 논쟁을 해결하기 위해 어떤 것도 하지 않았다.
블랙은 그 지위를 유지하였고, 롱스트리트에 대해서는 버지니아에서 데려온 부대만으로 한정하여 그 지휘권과 그에 미치는 범위를 감소시키는 것으로 보복했다. 제3차 채터누가 전투전에 몇 차례 작은 전투에 참가한 후, 롱스트리트와 그의 부대는 동 테네시로 파견되었고, 북군의 암브로즈 번사이드군의 전진을 막게 되었다. 롱스트리트가 이 임무를 맡게 된 것은 블랙의 적의에 의한 것도 있으나, 육군성이 롱스트리트군을 리 장군의 군으로 돌려보내야 한다고 생각했기에 이 행동은 그 방향으로 가까이 가기 위한 의도이기도 했다.
롱스트리트는 11월에 녹스빌로 향하는 행동이 늦어진 것에 비판을 받아, 그 부대의 몇몇은 [슬로우 피터]란 별명을 사용하기 시작했다. 번사이드는 캠벨즈 스테이션 전투에서 롱스트리트군의 압력을 피해 마을 주위에 참호를 파고 수비를 강화했다. 롱스트리트는 포위하려고 하지 않았다. 선더스 요새 전투에서도 남군에게 활로를 열지 못했다. 블랙이 11월 25일 채타누가에서 그랜트에게 패배할 때, 롱스트리트는 조지아주 북부에서 테네시군과 합류하라는 명령을 받았다. 롱스트리트는 주저하다 버지니아로 돌아갈 움직임을 시작했으나, 그럴사이도 없이 12월초에 윌리엄 셔먼군의 추격을 받게 되었다. 롱스트리트군은 겨울야영에 들어가 봄에 북버지니아군과 다시 합류했다. 이 작은 작전행동의 성과를 말하자면, 채타누가에서 블랙이 필요로 했던 부대를 빼앗은 일이었다. 롱스트리트가 서포크 이후에 처음 단독지휘한 행동은 실패로 끝나 자존심에 상처를 입었다. 제롬 로버톤슨 준장과 벤더 로 준장의 군법회의를 요구했다. 총무국장 셰무엘 쿠퍼에게는 12월 30일에 사의를 전하는 편지를 보냈다. 그러나 이 사의는 받아들여지지 않았다.
롱스트리트의 군단이 동 테네시에서 적절하게 숨을 수 있는 장소 및 물자도 없이 험난 겨울을 보낸 후, 다시 전략계획을 준비하기 시작했다. 테네시에서 캔터키로 향하는 공격적인 원정을 시작해 P.G.T. 보우리가드의 2만명의 군단에 응원을 한다는 것이었다. 리 장군과는 의견이 일치하는 것이었으나, 데이비스 대통령 및 새롭게 지명된 군사고문인 블랙스톤 브락크를 설득할 수는 없었다.

### 와일더넨스 전투에서 아포마톡스 전역
롱스트리트는 옛 친구인 율리시스 그랜트가 북군의 총사령관이 된 것을 알고, 장교 친구들에게 [그는 매일, 매시간, 전쟁이 끝날 때까지 전투를 계속할 것이다]라고 말했다. 리 장군의 군대에 돌아와 처음 벌였던 전투인 1864년 5월의 와일더넨스 전투에서 롱스트리트는 남군을 패배에서 구했다. 북군 제2군단에 대해 오렌지 플라크 도로에서 강력한 측면공격을 감행해, 적을 거의 전장에서 몰아내었던 것이다. 여기서 다시 어려운 지형을 맞아 독창적인 전술을 선보였다. 6개 여단에 대해 두터운 산병선(散兵線)을 만들어 전진을 명령해, 병사들에게 끊임없이 사격을 할 수 있다는 것을 가능시켜, 적에게는 자신들을 붙잡을 수 없게 만들었다. [와일더넨스]에 관련된 역사가 에드워드 스티아는 이때 작전성공의 요인을 [세력적인 약세를 뒤집는 이상으로 롱스트리트의 전술적 천재성을 나타낸 것]이라고 말했다.
롱스트리트는 이 공격의 도중에 부하의 오인사격에 의해 중상을 입었다. 그 장소는 1년 전 잭슨이 치명상을 당한 장소에서 겨우 4마일(6 km)밖에 떨어져 있지 않았다. 탄환은 어깨를 관통해 신경을 절단시켰고, 목구멍에 깊은 상처를 남겼다. 롱스트리트의 지휘가 없자 공격의 기세가 서서히 꺾이자, 리 장군은 부대를 재편성할 때까지 다음 행동을 멈추었다. 이로써 북군 수비대에게는 조직을 바로 세우고, 쉴 수 있는 시간을 주었고, 다음 공격은 실패로 끝났다. E.P. 알렉산더는 롱스트리트가 있어야 전투의 중요한 부분을 알 수 있는 눈이 되었다고 지적했다.
[나는 항상, 롱스트리트가 쓰러지지 않았다면 핸콕의 제2군단에게 엄청난 공황이 일어나지 않았을 것이고, 거기에 그랜트군은 라피강을 넘어 퇴각하는 일이 없었을 것이라고 믿는다]
롱스트리트는 1864년 봄과 여름의 작전에 참가하지 못했다. 리 장군은 적을 붙잡는 그의 수완이 없다는 것을 매우 애석하게 생각했다. 롱스트리트는 버지니아주 리치버그에서 치료를 받고, 평생 살아온 고향인 조지아에서 요양했다. 1864년 10월에 복귀했으나, 오른팔은 마비로 인해 붕대를 감고 있었고, 처음엔 말에도 오르지 못했다. 피터스버그 포위전에서 남은 기간 동안 수도 리치먼드의 전선에서 제임즈강의 북쪽 부대와 해밀턴 헌드레트 와 피켓의 사단을 합친 수비대를 지휘했다. 리 장군을 따라 아포마톡크스로 후퇴해 1865년 4월 2일 A.P. 힐이 전사한 후에는 제1군단에 더해서 제3군단도 지휘했다. 리 장군이 항복을 고려할 때 롱스트리트는 그랜트가 공정하게 취급해 줄 것을 믿는다는 것을 말했다. 리 장군이 4월 9일에 아포마톡크스 코트하우스에서 말로 향할 때 [장군, 만약 그가 좋은 조건을 내놓지 않는다면 돌아와 우리들과 더불어 전투를 계속하죠]라고 말했다.

## 전후

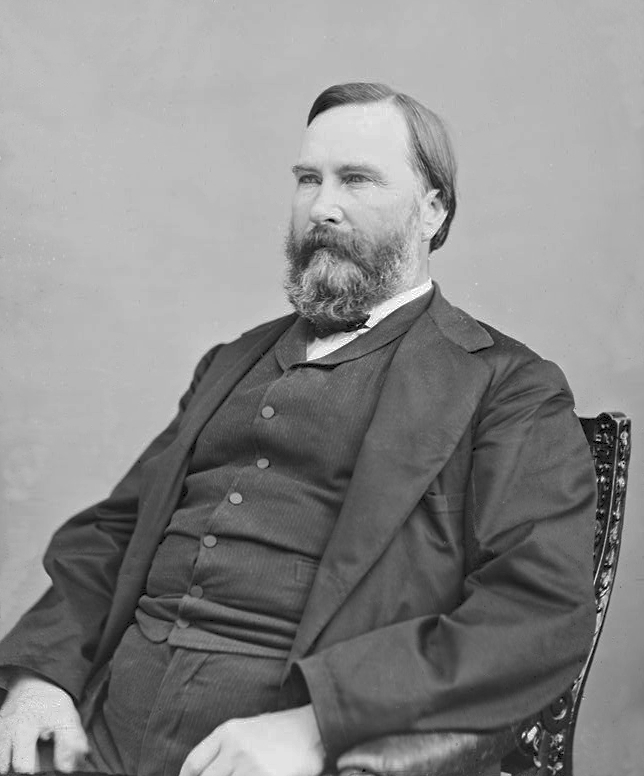
전쟁 후의 롱스트리트

전후 롱스트리트와 그의 가족은 많은 원로 남군장군에게 인기있던 뉴올리언즈로 이사했다. 여기서 면의 중간사업을 공동경영하고 또 새롭게 만들어진 그레이트 사우저&웨스턴 손해보험회사의 사장이 되었다. 모빌&오하이오 철도 사장이 되어 적극적으로 움직였으나 실패했고, 뉴올리언즈에서 멕시코 몬테레까지 이어지는 철도 출자자를 모집했으나 이것도 실패했다. 1870년 새롭게 만든 뉴올리언즈&노스이스턴 철도의 사장으로 지명되었다. 앤드류 존슨 대통령의 사면을 신청했으나, 이것은 옛 친구 그랜트의 추천이었다. 존슨은 이를 거부하고, 롱스트리트와 만날때 [남부의 3명만은 사면할 수 없다. 데이비스씨, 리 장군, 그리고 당신이다. 당신은 북군에게 많은 위기를 주었다.]라고 말했다. 합중국 의회는 1868년 6월 롱스트리트의 시민권을 부활시켰다.
롱스트리트는 남군의 장성들 중에서는 유일하게 재건(Reconstruction)의 사이에서 스캘러왜그(Scalawag ; 남부의 재편입을 지지하는 남부 백인이며, 공화당에 가담한 남부인을 일컫는 말)가 되어 공화당원이 되었다. 1868년 미국 합중국 대통령 선거에서는 그랜트를 추천하고, 취임 선서식에 참가한 뒤 그 후 6일후 뉴올리언즈 세관의 감독관으로 임명되었다. 이런 행동으로 인해 남부인의 지지를 잃어버렸다. 옛 친구인 하베이 힐은 신문에 [우리들의 스칼라와그는 세간에서]라고 썼다. 힐은 롱스트리트가 북부에서 온 카페트베거(Carpetbagger, 남북전쟁후에 남부로 내려온 북부인)와는 다르게 [남부에서 태어난 것부터가 시작과 끝이 나쁘다]라고 썼다. 루이지애나주의 공화당원 지사는 롱스트리트를 주병(州兵)의 총무국장에 지명되어 1872년까지 주병을 지휘하는 소장과 뉴올리언즈내의 주경찰 지휘관이 되었다. 1874년 선거의 부정으로 폭동이 일어났을 때, 말에서 반란자를 만나러 갔으나 말에서 끌려 내려와 사용이 제한된 탄환을 쏘다 포로가 되었다. 진압을 위해 연방군의 출동이 요청되었다. 이때 롱스트리트가 아프리카계 아메리카인의 부대를 사용했으나, 남부인에 의한 비난을 증폭시켰다.
1875년 롱스트리트 가문은 건강과 안전이 걱정되어, 뉴올리언즈를 떠나 조지아주 게인즈빌로 돌아갔다. 이때까지 아내 루이즈는 10명의 아이들을 낳았고, 그중 5명이 성인이 되었다. 러더퍼드 B. 헤이스를 통해 여러 직업을 찾다가 한때 해군장관도 고려 대상이 되었다. 단기간이지만 내국세집금부담당과 게인즈빌의 우편국장을 역임했다. 1880년 헤이스의 지명으로 오스만 제국주재 아메리카 대사가 되어, 1897년부터 1904년에는 윌리엄 맥킨리, 테오도어 루즈벨트 두 대통령 아래에서 철도장관을 역임했다.
뉴올리언즈에서는 직업에 따라 여러 번 여행했으나, 1877년 로마 가톨릭교회로 전향해 죽을 때까지 헌신적으로 신앙했다. 1881년부터 1884년 연방보안관으로 근무했으나, 민주당이 정권을 잡으면서 그의 정치경력도 끝나게 되어, 게인즈빌의 근처에 65에이커(26 ha)의 농장을 마련하여 은거생활을 보내며, 칠면조를 기르고, 밭은 과수원과 포도원을 만들었는데, 주변 사람들은 농담조로 이곳을 [게티스버그]라고 불렀다. 1889년 4월 9일(애폭마톡크스에서 리 장군 항복 기념일)에 큰 불이 일어나, 집 및 소지품이 불타버렸다. 그 중에는 남북전쟁때의 서류 및 기념품도 포함되어 있다. 그해 12월 아내 루이즈가 죽었다. 1897년 34살의 헬렌 더치와 재혼했다. 결혼식은 애틀란타에 있던 지사의 저택에서 거행했다. 아이들은 이 결혼에 아무도 찬성하지 않았으나, 헬렌은 헌신적인 아내가 되어 롱스트리트가 죽은 후에도 그 유산을 지켰다. 헬렌은 롱스트리트의 사후 58년간 생존하다가 1962년에 죽었다.
루이즈가 죽고, 남군에 복무했던 자들로부터 그 전시의 기록에 대해 비판을 받은 후, 롱스트리트는 '매너서스에서 애폭마톡크스까지'라는 주제로 반론을 위해 5년간 비망록을 작성하여 1896년에 출판했다. 악담을 퍼붓던 사람들보다도 오래 살아남아 1904년 1월 2일 게인즈빌에서 폐렴으로 죽었다. 아르다 비스타 묘지에 매장되었다. 남북전쟁을 경험한 장관으로는 몇 안되는 20세기까지 살아남은 사람이었다.

## 유산
남북전쟁의 패인을 쓴 저작가들의 비판 때문에 롱스트리트의 군경력은 그의 사후에도 오랫동안 비난이 계속되었다. 이것은 정식으로는 1872년 1월 19일(리 장군의 사망2주기)부터 시작되었다. 리 장군의 사후 2년도 지나지 않았다. 주발 얼리는 워싱턴 컬리지에서 연설할 때 게티스버그에서 리 장군은 잘못하지 않았고, 롱스트리트의 2일째 공격이 늦어진 것, 3일째 패주에 대한 책임이 있다는 것을 주장했다. 다음해 리 장군의 포병지휘관이었던 윌리엄 펜들턴은 같은 장소에서 롱스트리트는 7월 2일 해가 뜨는 동시에 공격을 개시하라는 명백한 명령을 따르지 않았다고 말했다. 남부의 간행물 <Confederate Veteran>은 "게티즈버그에서 리를 무찌른 것은 미드가 아니라 롱스트리트였다(Longstreet, not Meede, defeated Lee at Gettysburg)"라고 비난하기도 했다.
롱스트리트는 1875년까지 이들의 항의에 반론하지 않았으나, 이것이 결국 평판을 상처입게 되었다. 20세기에 들어서 더글러스 사우스올 브리만이 리 장군의 전기를 집필하면서 남북전쟁에 관련한 연구로 롱스트리트를 첫 번째로 비판하는 태도를 계속했다。. 버지니아의 신문기자이자 작가인 그리포드 도티는 1950년대와 1960년대에 롱스트리트에 대한 엄격한 비판으로 알려져 있다.
롱스트리트의 사후, 아내인 헬렌은 반론을 위해 [하이 다이드 및 롱스트리트]를 자비출판했다. 그중에는 [남부에서는 북군의 생각하지 않은 승리가 롱스트리트 장군의 죄로 심어진 불복종의 결과라고 믿게 만드는 선동적으로 가르치고 있다]라고 술회했다.
1974년 마이켈 샤라의 소설 『The Killer Angels』은 롱스트리트의 비망록에서 일부를 기초로 하였고, 또한 1993년 영화 『게티스버그』는 롱스트리트의 장군으로써의 평판을 재평가하여 대중의 인지도를 극적으로 올렸다고 말할 수 있다.
챠타프치강을 가로지르는 롱스트리트 다리는 게인즈빌 근교의 아메리카 국도 129호선의 일부로 있고, 롱스트리트 장군에 유래한 명칭이 붙여졌다.
노스캐롤라이나주 포드브락크를 통해 주요도로에 롱스트리트 도로가 있다.
제2차 세계대전때 리버티선으로 SS제임스 롱스트리트가 있다.
1998년 게티스버그 전사공원에 건립된 최후의 기념비중 하나는 뒤늦었지만, 롱스트리트가 지휘봉을 지닌 승마모습의 동상이 있다. 제작은 조각가 게리 캬스틸이었다. 피츠아숲의 나무들 속에 지면에 바로 만들어진 동상이지만, 애마 히로는 불균형하게 작아, 이것을 과장하는 모습이다. 전장을 내려다 보는 높은 대좌에 있던 많은 장군들의 동상과는 달리 그를 둘러싼 논쟁을 상징적으로 보여주는 것이다.

## 대중문화 속에서
롱스트리트는 핸리 터틀더브(Harry Turtledove)의 역사소설 『How Few Remain』 및 로버트 콘로이의 역사소설 『1901』에 등장했다. 톰 베렌쟈에 의한 영화 『게티스버그(Gettysburg)』및 불스 보크스라이트나에 의한 그의 속편 『신과 장군들(Gods and Generals)』에서도 표사되었다. 시카고의 라이브라인 극장에서는 브라이언 아미티에 의한 희극 『The Killer Angels』의 세계초연에서도 등장했다.

## 참고 자료
- Alexander, Edward P., and Gallagher, Gary W. (editor), Fighting for the Confederacy: The Personal Recollections of General Edward Porter Alexander, University of North Carolina Press, 1989, ISBN 0-8078-4722-4.
- Coddington, Edwin B., The Gettysburg Campaign; a study in command, Scribner's, 1968, ISBN 0-684-84569-5.
- Dickson, Charles Ellis, "James Longstreet", Encyclopedia of the American Civil War: A Political, Social, and Military History, Heidler, David S., and Heidler, Jeanne T., eds., W. W. Norton & Company, 2000, ISBN 0-393-04758-X.
- Eicher, John H., and Eicher, David J., Civil War High Commands, Stanford University Press, 2001, ISBN 0-8047-3641-3.
- Gallagher, Gary, Lee and His Generals in War and Memory, Louisiana State University Press, 1998, ISBN 0-8071-2958-5.
- Hartwig, D. Scott, A Killer Angels Companion, Thomas Publications, 1996, ISBN 0-939631-95-4.
- Longstreet, James, From Manassas to Appomattox, 2nd ed., Lippincott, 1912.
- Rhea, Gordon C., The Battle of the Wilderness May 5–6, 1864, Louisiana State University Press, 1994, ISBN 0-8071-1873-7.
- Tagg, Larry, The Generals of Gettysburg, Savas Publishing, 1998, ISBN 1-882810-30-9.
- Wert, Jeffry D., General James Longstreet: The Confederacy's Most Controversial Soldier: A Biography, Simon & Schuster, 1993, ISBN 0-671-70921-6.
- New Georgia Encyclopedia biography of Helen Dortch Longstreet
- Connelly, Thomas L., and Barbara L. Bellows, God and General Longstreet: The Lost Cause and the Southern Mind, Louisiana State University Press, 1982, ISBN 0-8071-1020-5.
- Freeman, Douglas S., Lee's Lieutenants: A Study in Command (3 volumes), Scribners, 1946, ISBN 0-684-85979-3.
- Freeman, Douglas S., R. E. Lee, A Biography (4 volumes), Scribners, 1934.
- Piston, William G., Lee's Tarnished Lieutenant: James Longstreet and His Place in Southern History, University of Georgia Press, 1990, ISBN 0-8203-0907-9.